# Sphecodes combai
Sphecodes combai är en biart som beskrevs av Nobile och Turrisi 2004. Sphecodes combai ingår i släktet blodbin, och familjen vägbin. Inga underarter finns listade i Catalogue of Life.